# Institut d'études universitaires

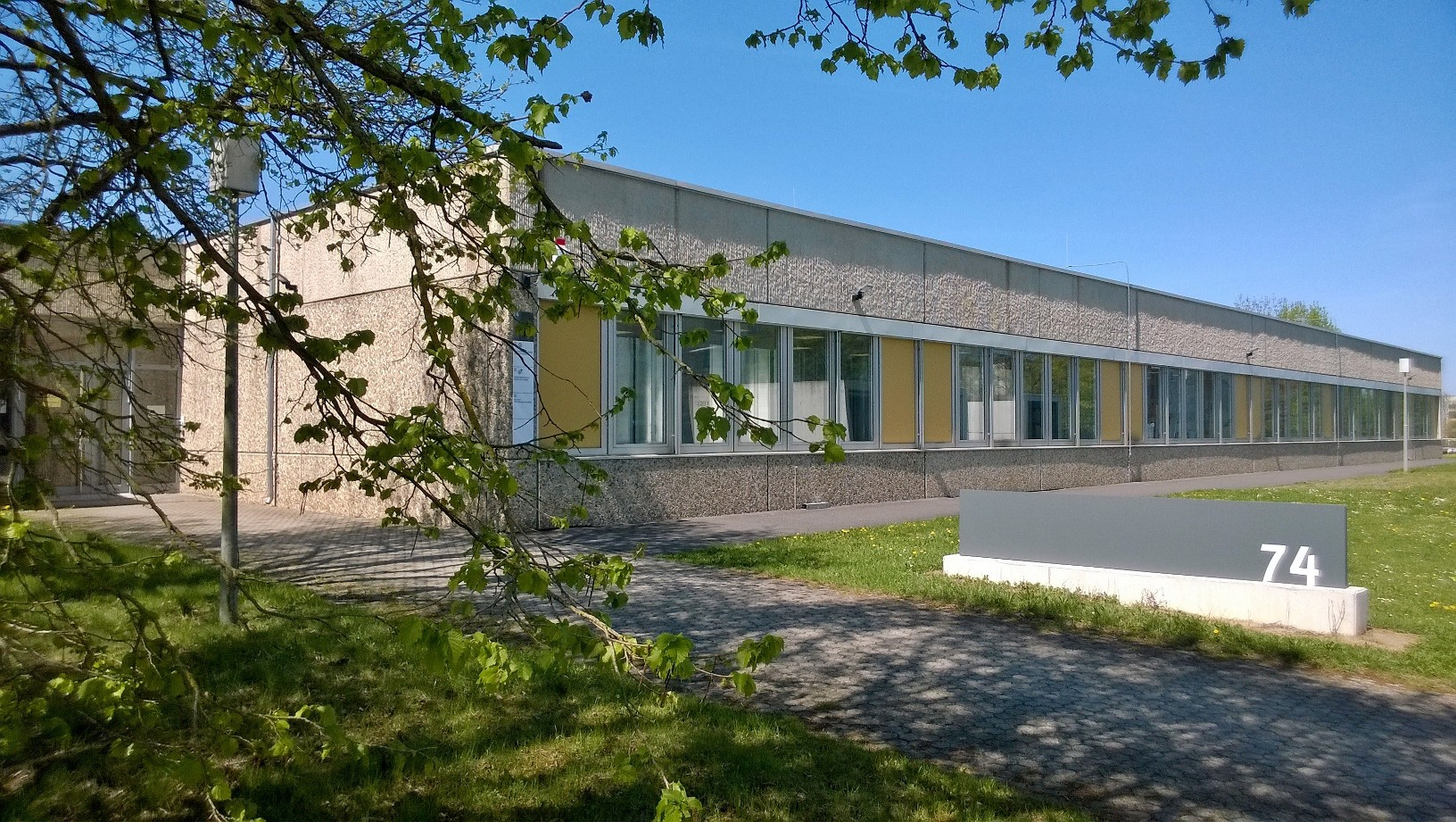
Institut d'études universitaires, Campus Hubland Nord

L'Institut d'études universitaires (IfH) est un établissement universitaire privé de l'Université Jules-Maximilien de Wurtzbourg qui possède d'importantes collections sur l'histoire des étudiants, en particulier sur l'histoire des associations étudiantes. La bibliothèque universitaire de Wurtzbourg (de) est chargée de stocker et d'indexer les fonds à des fins de prêt.

## Histoire

### Précurseurs à Göttingen et Francfort-sur-le-Main
À la suggestion de l'ancien étudiant indépendant et historien étudiant Paul Ssymank (de), qui occupe un poste de professeur d'histoire universitaire et étudiante à l'université Georges-Auguste de Göttingen, la 1re Journée des étudiants allemands de 1919 fonde les « Archives universitaires de l'Association des étudiants allemands (de) (DSt) » dont le siège est à Göttingen. Afin d'assurer la pérennité des fonds en croissance rapide en raison du conflit constitutionnel au sein du DSt, Ssymank combine les archives en septembre 1925 avec sa bibliothèque universitaire (fondée en 1909), un département des affaires étrangères et le point de collecte des étudiants et des revues  universitaires et le rebaptise Institut d'études universitaires. En 1929, l'appareil scientifique d'histoire étudiante de l'Université de Göttingen y est également rattaché.
En 1928, avec la participation du recteur de l'université Johann Wolfgang Goethe de Francfort-sur-le-Main, Fritz Drevermann (de), du magistrat de la ville de Francfort et de sponsors privés, la collection universitaire de Francfort-sur-le-Main est créée. Elle comprend notamment l'importante collection d'histoire étudiante de Carl Manfred Frommel (de) (environ 12 000 numéros, graphiques et bibliothèque), la bibliothèque de l'Association des anciens étudiants de corps (de) (VAC) (4 000 volumes), qui est auparavant affiliée à la Bibliothèque universitaire de Marbourg, les archives de l'association des convents des anciens de Kösen, les archives de l'association des anciens étudiants de corps, les archives du Cercle général allemand des armes (de), les archives de l'association des chimistes des universités allemandes et les archives de la Frankfurter Studentenhilfe. Les archives de l'Université de Göttingen de l'Union des étudiants allemands sont également transférées à la collection de Francfort. À l'instigation du directeur des archives du Reich, Ernst Müsebeck (Wingolf (de)), qui participe dès le début à la planification, la responsabilité de la collecte et de l'administration est assumée en 1931 par le département des archives du Reich de Francfort.

### Wurtzbourg

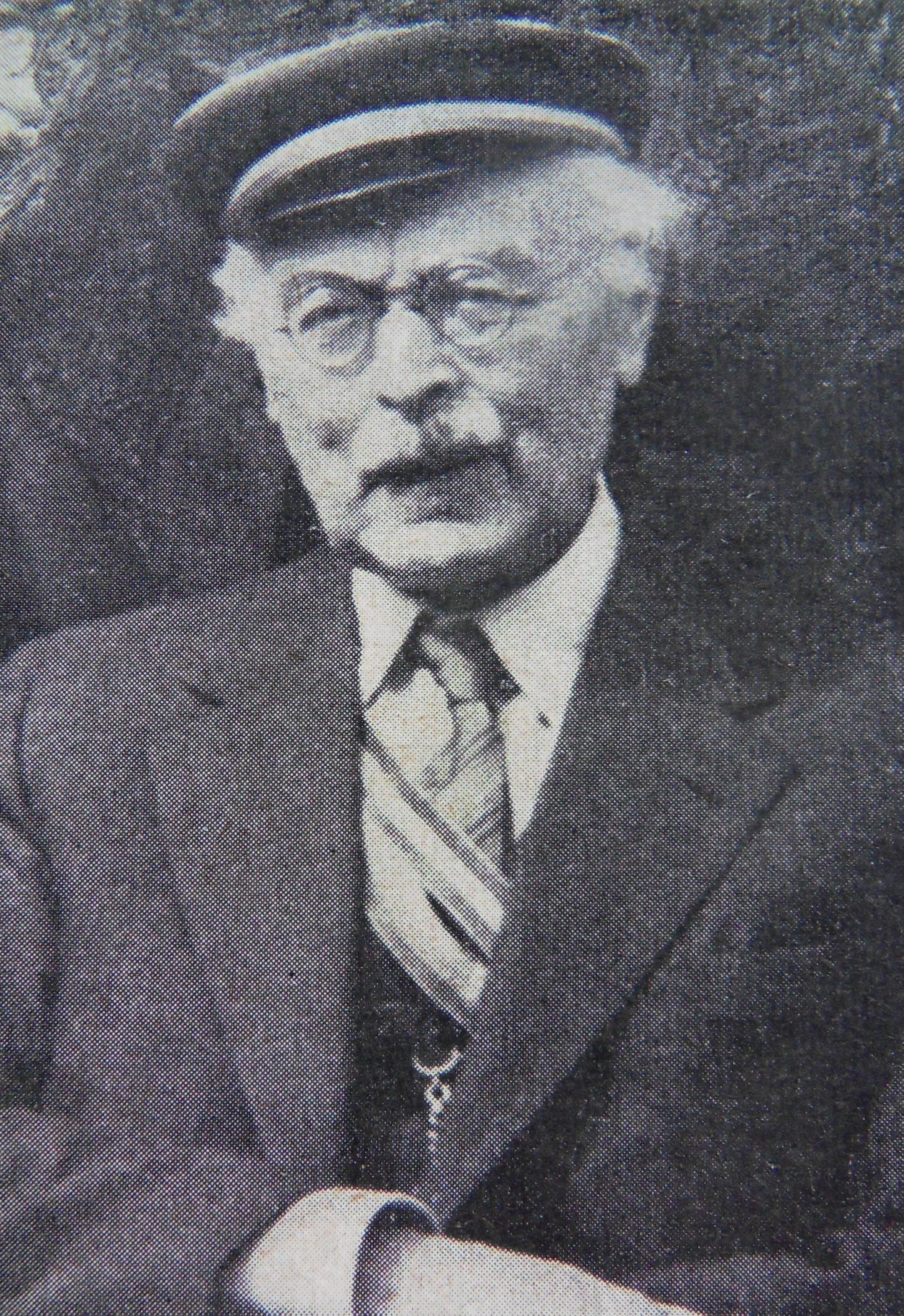
Georg Meyer-Erlach

Le conseiller municipal de Wurtzbourg Hellmut Umhau et Georg Meyer-Erlach (de) créent en 1935 un autre institut à la forteresse de Marienberg, auquel les propriétés de Francfort sont transférées en 1937. En collaboration avec l'Institut scientifique d'études universitaires allemandes et d'histoire étudiante, le Musée de l'histoire étudiante emménage également dans des locaux de la forteresse de Marienberg,. La ville de Wurtzbourg soutient le développement de manière significative en prenant en charge les coûts de construction et de personnel ainsi qu'en achetant les importantes collections de Georg Schmidgall (de) et Oskar Scheuer (de). En janvier 1937, Ssymank dissout son institut et vend également ses propriétés à la ville de Wurtzbourg. En 1938, l'institut passe sous le contrôle de la direction des étudiants du Reich (de), qui charge l'historien et membre de la fraternité Arnold Brügmann (de) de le diriger. Sous sa direction, l'institut devient également les archives de l'Association nationale-socialiste des étudiants allemands et de l'Union des étudiants allemands , qui, avec la direction des étudiants du Reich, sont le sponsor de l'Institut d'histoire des étudiants et d'études universitaires.
Dans l'après-guerre, les collections de l'institut, dans la mesure où elles ont survécu au bombardement de Wurtzbourg du 16 mars 1945 et au pillage, sont sécurisées à l'initiative de plusieurs associations d'anciens. Grâce à un accord de prêt avec le gouvernement de l'État de Bavière, ils sont hébergés dans l'ancienne université (Domerschulstrasse) afin de les rendre accessibles au public spécialisé intéressé. Le développement est repris par Meyer-Erlach (de), qui dirige l'institut jusqu'en 1956, et par son successeur Albin Angerer (de), qui y travaille jusqu'en décembre 1976. La Société allemande d'études universitaires reprend le parrainage en 1961.
À partir de 1982, l'institut, dirigé depuis janvier 1977 par Walter Michael Brod (de),, est situé dans ses propres locaux dans la nouvelle bibliothèque universitaire de Wurtzbourg (de). Au semestre d'été 2014, l'institut emménage dans de nouveaux locaux plus grands dans une aile rénovée de l'ancienne école primaire américaine de Wurtzbourg, dans la caserne abandonnée de Leighton (maintenant sur le campus Hubland North de l'Université de Wurtzbourg). Ulrich Becker est pendant de nombreuses années l'interlocuteur local. De 2006 à 2010, le directeur scientifique de l'institut est Stefan Kummer (de), professeur à l'université de Wurtzbourg et historien de l'art. Il est suivi par l'historien Matthias Stickler (de). L'IfH partage ses salles d'archives avec le Centre de recherche sur l'ordre teutonique (de), fondé le 4 juillet 2014.

## Actions

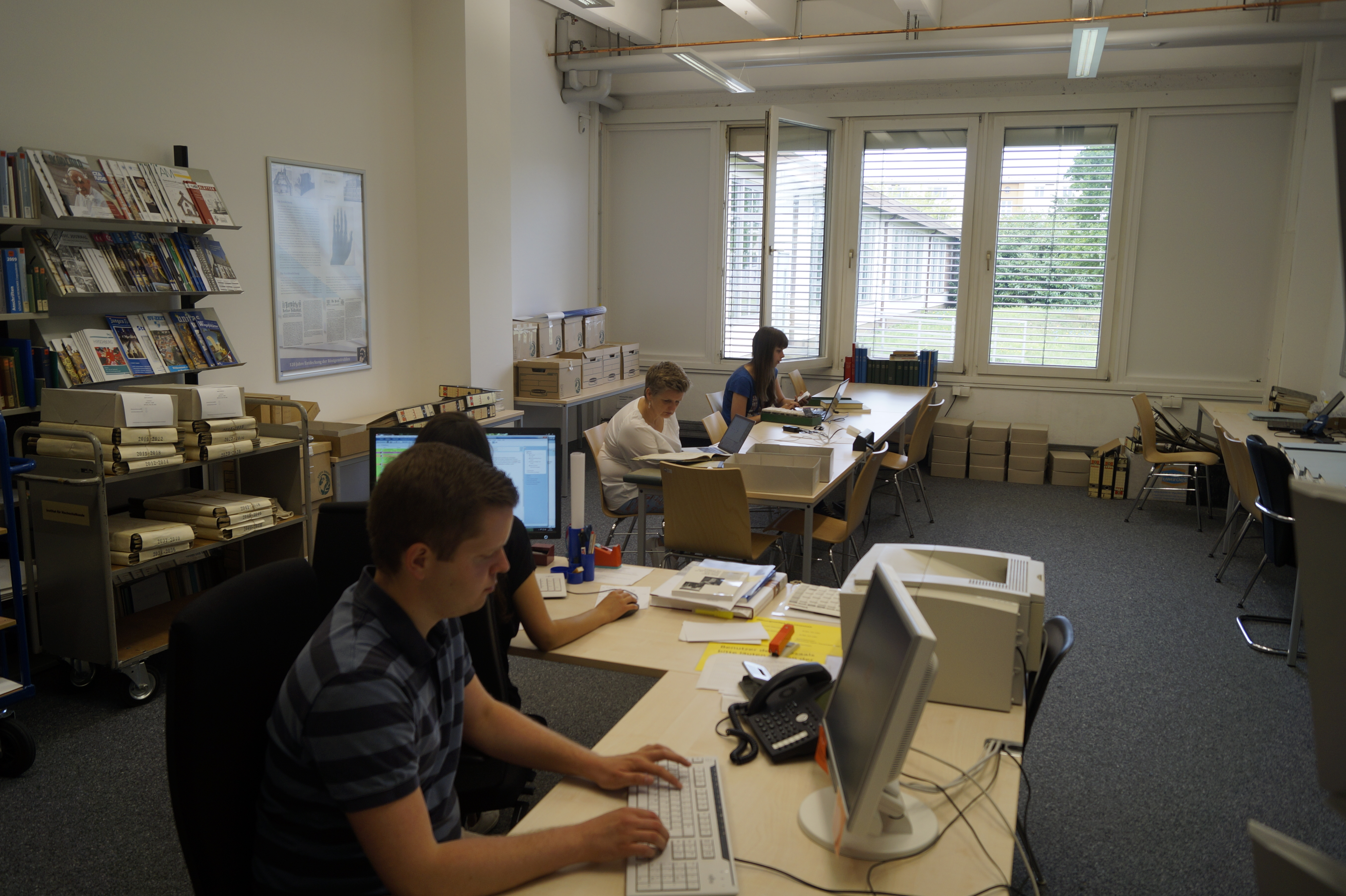
Salle de lecture

L'Institut d'études universitaires rassemble des documents de bibliothèque, de musée et d'archives datant de quatre siècles. Ses collections comprennent :
- une bibliothèque d'environ 35 000 volumes sur l'histoire universitaire, scientifique et étudiante
- une collection d'environ 3 500 feuilles graphiques sur l'histoire étudiante et universitaire
- les biens culturels des musées d'origine étudiante, dits Studentica (de) (verre, céramiques, armes, livres de famille, photos, etc.), ainsi que
- les archives
  - de l'association des convents des anciens de Kösen (Archives Kösen, y compris les archives de l'association de gestion de l'association d'Erlangen sur les associations et l'honneur (de) et de la banlieue du Cercle général allemand des armes (de))[16]
  - du Convent des anciens de Weinheim (de)
  - du convent de Cobourg (de), y compris ses associations précédentes (Landsmannschaft allemande, convention représentative des associations de gymnastique)
  - la Fédération académique de gymnastique (de) et
  - la Fédération des sociétés d'ingénierie allemandes (de) (BDIC).